# Ugo Giovannozzi

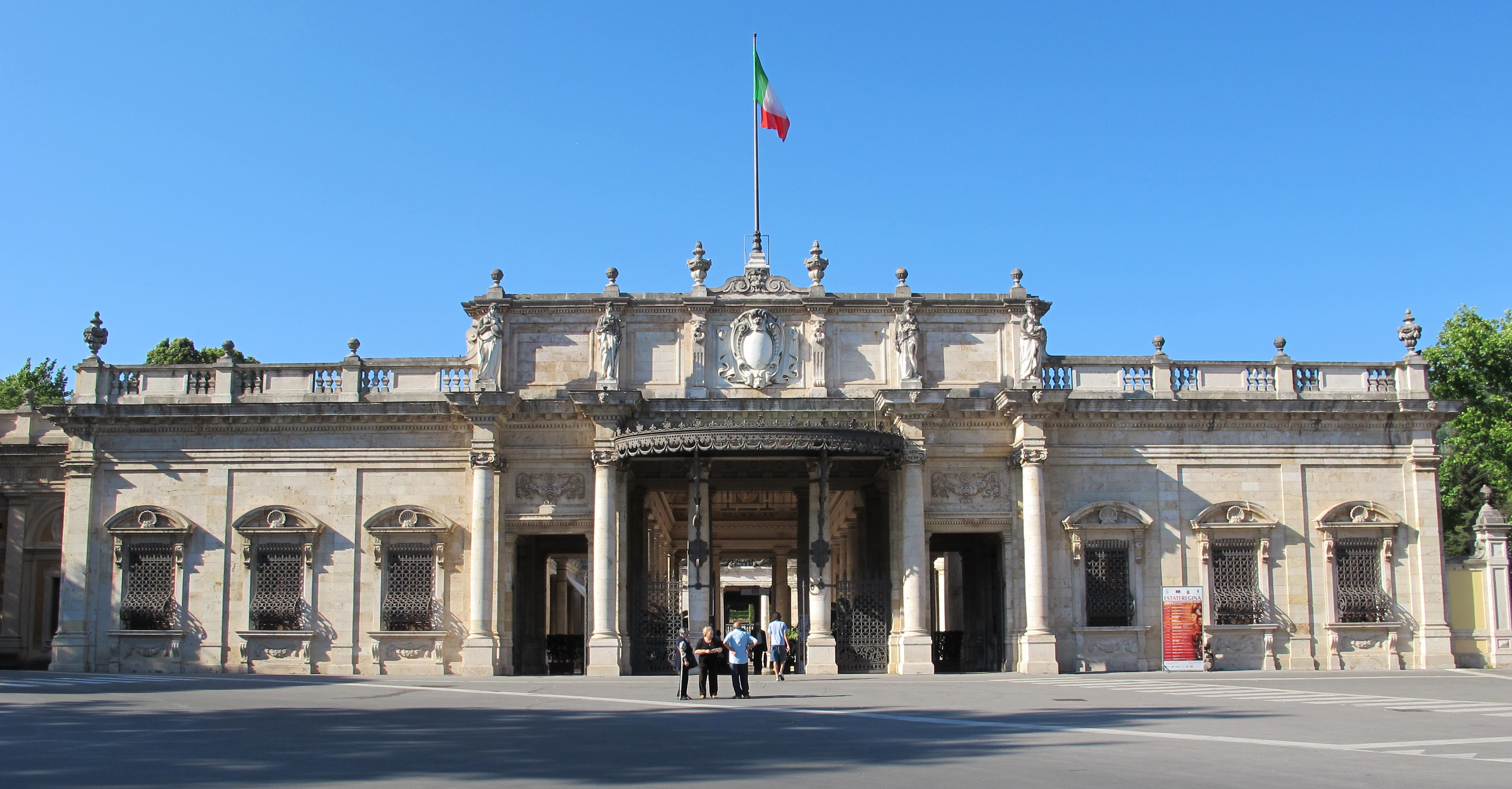
Terme Tettuccio, Montecatini Terme

Ugo Giovannozzi (Firenze, 19 settembre 1876 – Roma, 30 settembre 1957) è stato un ingegnere italiano.

## Biografia

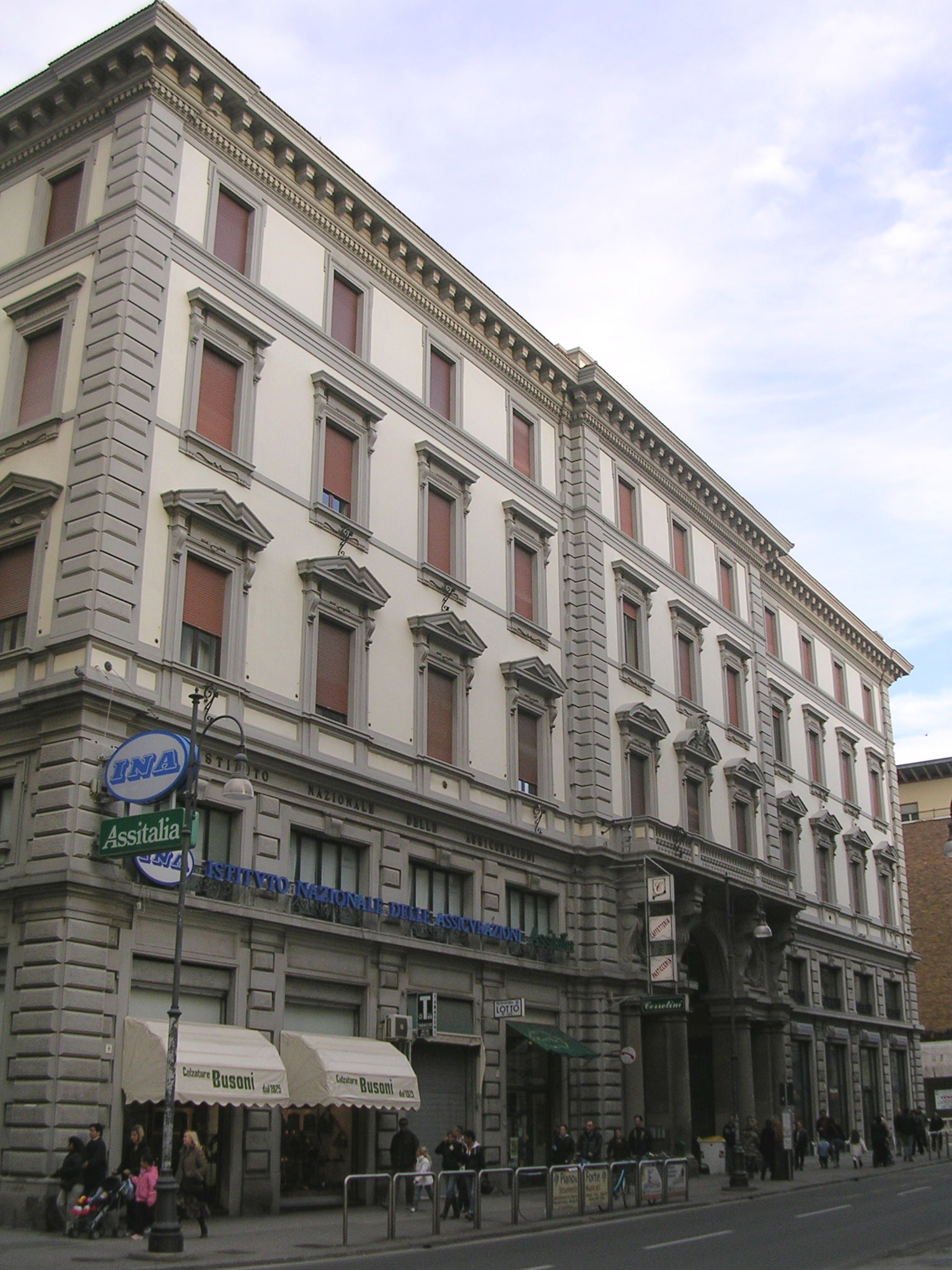
Palazzo della Galleria, Livorno, in collaborazione con Cipriani e Machin

Si laureò nel 1900 in ingegneria civile presso la Regia Scuola di Applicazione di Torino.
Collaborò nello studio di Riccardo Mazzanti e nel giro di pochi anni divenne dapprima consigliere dell'Ordine degli ingegneri ed architetti della Toscana e poi dirigente dell'ufficio tecnico della Fondaria Assicurazioni.
Abbandonato quest'ultimo incarico, si dedicò alla libera professione, pur rimanendo consulente dell'ente assicurativo.
La sua attività maggiore risulta essere legata a Montecatini Terme con la ricostruzione e la ristrutturazione di vari stabilimenti termali (Tettuccio e Terme Leopoldine), tra la fine degli anni dieci e l'inizio degli negli anni venti.
In seguito realizzò vari edifici per le assicurazioni Fondiaria e soprattutto per l'I.N.A., come quello in piazza della Stazione, a Firenze e il cosiddetto palazzo della Galleria (in collaborazione con Gino Cipriani e Giuseppe Machin) a Livorno, nelle cui forme viene rievocata l'architettura toscana del Cinquecento.
Per Monte dei Paschi di Siena realizzò le sedi di Firenze, Montecatini e Roma.
Tra gli anni venti e trenta la sua attività fu molto prolifica. Ad esempio, lavorò a Napoli, Firenze e Pisa (sedi della Banca italiana di sconto), a Milano (Padiglione per la Fiera campionaria e palazzo della società Montecatini, in via Turati, e palazzo della società Solvay), a Taranto (Istituto demaniale di biologia marina a Taranto), Trieste (palazzo della Cassa nazionale delle Assicurazioni sociali).
Ebbe inoltre l'incarico della progettazione dell'ospedale Carlo Forlanini di Roma (1934-1935) e di numerosi altri sanatori in varie località italiane.
Tra le committenze private si ricordano la progettazione di ville, sia in Italia che all'estero, cappelle e monumenti funerari.
Prima della seconda guerra mondiale si dedicò anche alla realizzazione di edifici di carattere industriale, compresi gli uffici, le case per gli operai e gli stabilimenti della Magona d'Italia a Piombino, nonché l'omonimo stadio cittadino, ancora esistente.
La sua attività proseguì dopo la seconda guerra mondiale, fino alla morte, sopraggiunta nel 1957, mentre era di ritorno dal cantiere per la nuova sede della Fondiaria, in piazza della Libertà, a Roma.